# George Murdoch (homme politique canadien)
Pour les articles homonymes, voir Murdoch et George Murdoch.
George Murdoch (29 avril 1850 - 2 février 1910) fut le premier maire de Calgary, en Alberta. Il est né à Paisley, en Écosse, et est décédé à Calgary, en Alberta.
La famille de Murdoch a immigré au Canada en 1854 et s'est établie à Saint John, au Nouveau-Brunswick. Il a passé une grande partie de son enfance au Nouveau-Brunswick. Il y épousa sa femme Margaret et ils eurent ensemble l trois fils et deux filles, dont leurs deux premiers enfants dans la province du Nouveau-Brunswick.
Le 13 mai 1883, Murdoch a déménagé à Calgary. C'était juste quelques mois avant que le chemin de fer Canadien Pacifique atteigne la ville au cours du mois d'août. À Calgary, il a ouvert avec succès un magasin de harnais. Comme Calgary était une ville naissante, sa clientèle principale était la police à cheval du Nord-Ouest, basée à Fort Calgary et les Indiens Blackfoot qui avaient une réserve à proximité. Il était en bons termes avec les Blackfoot et avait appris à parler leur langue.
Dans la communauté, Murdoch a été impliqué dans une loge maçonnique, dans l'Ordre Orange du Canada, ainsi que dans des sociétés littéraires ou historiques, et le premier président de la Calgary St. Andrew's Society. Il s'est en outre engagé chez les pompiers volontaires. Il a, par ailleurs, été l'un des fondateurs de l'église presbytérienne de Calgary.
Étant l'un des premiers hommes d'affaires résident de manière permanente à Calgary, en novembre 1884, il participa activement à l'établissement institutionnel de la cité, en collaborationavec le gouvernement des Territoires du Nord-Ouest.
Le 4 décembre 1884, il devint le premier maire de la ville de Calgary. Il occupa ce poste jusqu'au 21 octobre 1886. Murdoch a été disqualifié des élections de 1886 après une allégation non corroborée selon laquelle il aurait altéré les votes.
Murdoch a également été conseiller municipal de 1889 à 1890 et Conseiller municipal délégué de quartier (Alderman) de 1895 à 1896.